# Bitwa pod Wojsławicami
Bitwa pod Wojsławicami – bitwa partyzancka stoczona 17 kwietnia 1944 roku w Wojsławicach przez oddziały Armii Krajowej, Batalionów Chłopskich, Armii Ludowej i partyzantki radzieckiej przeciw oddziałom żandarmerii niemieckiej i SS w sile około 1500 ludzi.

## Przebieg bitwy
Do bitwy między oddziałami partyzanckimi a oddziałami niemieckimi i ukraińskimi doszło w okolicach wsi Wojsławice, Rozięcin i Majdan Nowy. Polskimi Oddziałami partyzanckimi dowodził por. Witold Falkowski a oddziałem partyzantki radzieckiej major Nikołaj Fiodorow. W walce trwającej kilka godzin poległo 10 partyzantów wśród nich mjr Fiodorow. Po wprowadzeniu przez Niemców do walki lotnictwa i artylerii partyzanci wycofali się a ludność cywilna ewakuowała się. Nikołaj Fiodorow pośmiertnie awansowany został do stopnia podpułkownika oraz odznaczony został gwiazdą Bohatera Związku Radzieckiego i Krzyżem Virtuti Militari.
Była to najpoważniejsza partyzancka akcja zbrojna na terenie powiatu chełmskiego w czasie okupacji.

## Zobacz też

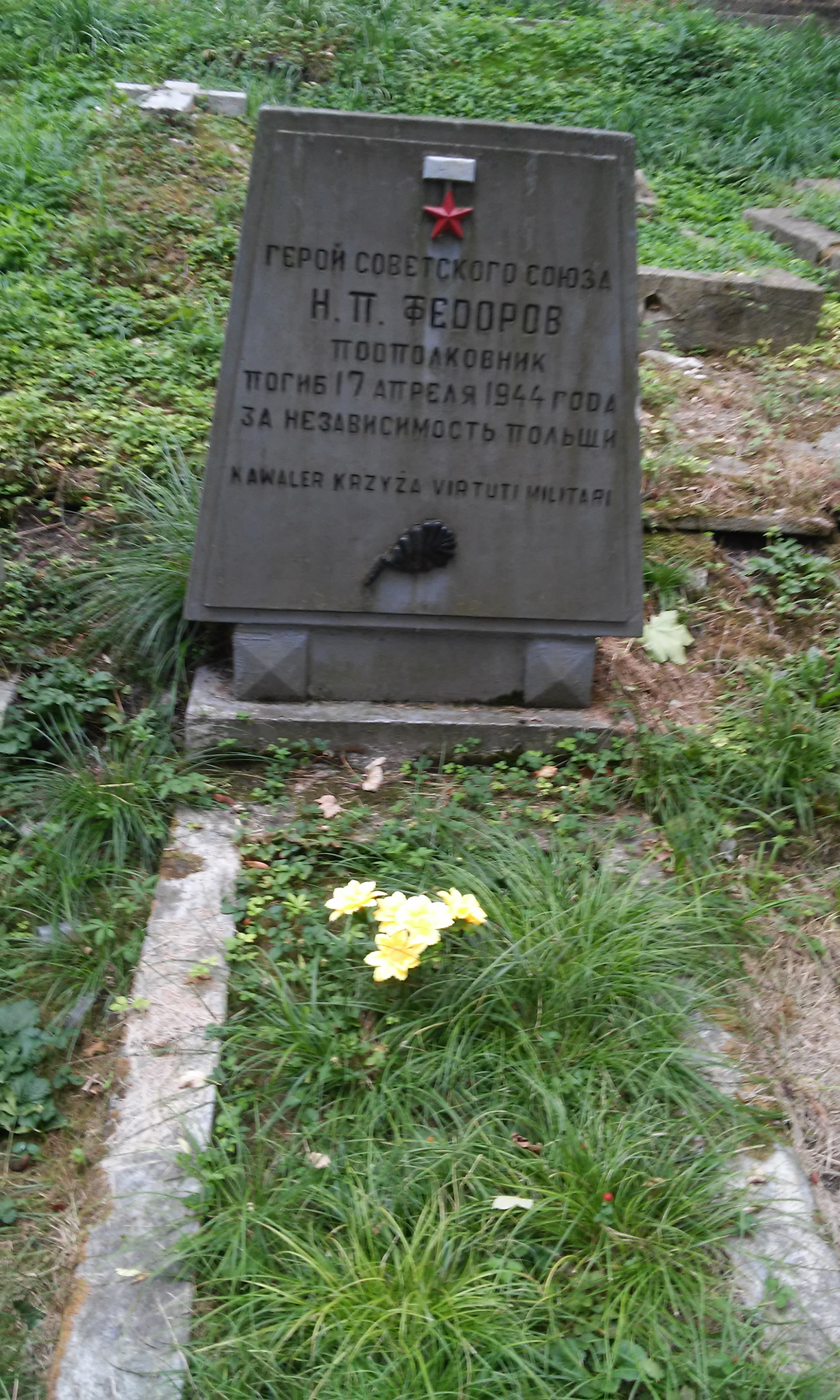
Nagrobek mjr Nikołaja Fiodorowa poległego w bitwie pod Wojsławicami

## Upamiętnienie
W okresie Polski Ludowej w Wojsławicach obok Ośrodka Kultury zbudowano pomnik ku czci partyzantów biorących udział w bitwie.